# 伊東龍也
伊東 龍也（いとう たつや、1956年7月20日 - ）は、日本の実業家、株式会社ゴルフ・ドゥ創業者、元代表取締役社長。

## 人物・経歴
1956年7月20日、埼玉県生まれ。1981年、立教大学経済学部経営学科（現・経営学部）卒業。
1999年に株式会社ボックスグループの新規事業としてゴルフ・ドゥ1号店をさいたま市にオープンする。ボックスグループは、レンタルビデオなど多事業展開を行う会社で、ゴルフ・ドゥも多角化の一環で会社の一事業部門としてスタートしたものであった。
翌2000年に株式会社ゴルフ・ドゥを設立し、ボックスグループよりFC事業と直営店にかかる営業を譲り受ける。
2006年に株式会社ゴルフ・ドゥを名証セントレックスに上場させる。
2021年、代表取締役社長を退任。
尊敬する人物は、渋沢栄一、松下幸之助、鍵山秀三郎。